# Japan FM Network
A Japan FM Network (全国FM放送協議会; Hepburn: Zenkoku Efu Emu Hōsō Kyōgi-kai; JFN) egy kereskedelmi rádióhálózat Japánban, melyet 1981-ben alapítottak.

## A Japan FM Network adói
| Adó neve                          | Hívókód | Lefedettség (prefektúra)                                              | Régió    |
| --------------------------------- | ------- | --------------------------------------------------------------------- | -------- |
| Tokyo FM (TFM)                    | JOAU-FM | Tokió                                                                 | Kantó    |
| FM OSAKA (FMO)                    | JOBU-FM | Oszaka                                                                | Kanszai  |
| FM Aichi (FMA, FM A!ch!)          | JOCU-FM | Aicsi                                                                 | Csúbu    |
| FM Akita (AFM)                    | JOPU-FM | Akita                                                                 | Tóhoku   |
| FM Aomori (AFB)                   | JOWU-FM | Aomori                                                                | Tóhoku   |
| FM Ehime (JOEU-FM)                | JOEU-FM | Ehime                                                                 | Sikoku   |
| FM Fukui                          | JOLU-FM | Fukui                                                                 | Csúbu    |
| FM Fukuoka                        | JODU-FM | Fukuoka                                                               | Kjúsú    |
| FM Fukushima                      | JOTV-FM | Fukushima                                                             | Tóhoku   |
| FM Gifu (Radio 80)                | JOXV-FM | Gifu                                                                  | Csúbu    |
| FM Gunma (FMG)                    | JORU-FM | Gunma                                                                 | Kantó    |
| Hiroshima FM (HFM)                | JOGU-FM | Hirosima                                                              | Csúgoku  |
| FM Hokkaidó (AIR-G')              | JOFU-FM | Hokkaidó                                                              | Hokkaidó |
| Hyogo FM (Kiss FM KOBE)           | JOIV-FM | Hjógo                                                                 | Kanszai  |
| FM Ishikawa (HELLO FIVE)          | JOHV-FM | Isikava                                                               | Csúbu    |
| FM Iwate (FMII)                   | JOQU-FM | Ivate                                                                 | Tóhoku   |
| FM Kagawa                         | JOYU-FM | Kagava                                                                | Sikoku   |
| FM Kagoshima (mu FM/μFM)          | JOOV-FM | Kagosima                                                              | Kjúsú    |
| FM Kochi (Hi-Six)                 | JOLV-FM | Kocsi                                                                 | Sikoku   |
| FM Kumamoto (FMK)                 | JOSU-FM | Kumamoto                                                              | Kjúsú    |
| FM Mie (radio3/radio CUBE)        | JONU-FM | Mie                                                                   | Kanszai  |
| FM Sendai (Date FM)               | JOJU-FM | Mijagi                                                                | Tóhoku   |
| FM Miyazaki (JOY FM)              | JOMU-FM | Mijazaki                                                              | Kjúsú    |
| FM Nagano                         | JOZU-FM | Nagano                                                                | Csúbu    |
| FM Nagasaki (FMN)                 | JOHU-FM | Nagaszaki                                                             | Kjúsú    |
| FM Niigata (FRN)                  | JOXU-FM | Niigata                                                               | Csúbu    |
| FM Oita (Air Radio FM88)          | JOJV-FM | Oita                                                                  | Kjúsú    |
| FM Okayama (VV-FM)                | JOVV-FM | Okayama                                                               | Csúgoku  |
| FM Okinawa                        | JOIU-FM | Okinava                                                               | Kjúsú    |
| FM Saga (FMS)                     | JONV-FM | Szaga                                                                 | Kjúsú    |
| FM Shiga (e-radio)                | JOUV-FM | Siga                                                                  | Kanszai  |
| FM San-in (V-air)                 | JOVU-FM | Simane és Tottori                                                     | Csúgoku  |
| FM Shizuoka (K-MIX)               | JOKU-FM | Sizuoka                                                               | Csúbu    |
| FM Tochigi (RADIO BERRY)          | JOSV-FM | Tocsigi                                                               | Kantó    |
| FM Tokushima (FM Toku)            | JOMV-FM | Tokusima                                                              | Sikoku   |
| FM Toyama                         | JOOU-FM | Tojama                                                                | Csúbu    |
| FM Yamagata (RFM, Rhythm Station) | JOEV-FM | Jamagata                                                              | Tóhoku   |
| FM Yamaguchi (FMY)                | JOUU-FM | Jamagucsi                                                             | Csúgoku  |
| Nincs                             | ——      | Csiba, Ibaraki, Kanagava, Kiotó, Nara, Szaitama, Vakajama és Jamanasi |          |

### Tengerentúli adók
| Adó neve        | Hívókód | Lefedettség (prefektúra) |
| --------------- | ------- | ------------------------ |
| Eco-Paradise FM | T8AA-FM | Koror, Palau             |

### Eredetileg a JFN tagja, de jelenleg független
| Adó neve | Hívókód | Lefedettség (prefektúra) |
| -------- | ------- | ------------------------ |
| FM FUJI  | JOCV-FM | Jamanasi                 |

Az FM Fuji 1988 és 1992 között volt a hálózat tagja.

## FMQ League
Az FMQ League (FMQリーグ; Hepburn: FMQ Rigu) a JFN kjúsúi (Okinava prefektúra kivételével) alhálózata.

### Tagjai
- fm fukuoka
- FM Saga (FMS)
- fm nagasaki
- FM Kumamoto
- FM Oita (Air Radio FM88)
- FM Miyazaki (Joy FM)
- FM Kagoshima (mu FM/μFM)
- FM Yamaguchi (FMY) (Csúgokuból)

## Külső hivatkozások
- A JFN hivatalos weboldala (japánul)